# SV Real Rincón
El Real Rincon es un equipo de fútbol de Bonaire que milita en la Liga de Bonaire, la liga de fútbol más importante de la isla.

## Historia
Fue fundado en el año 1960 en la localidad de Rincon y ha sido campeón de la liga en 7 ocasiones con 14 subcampeonatos, así como 2 subcampeonatos de la Sekshon Paga de Curazao.
A nivel internacional ha participado en 4 torneos continentales, el primero fue en la Copa de Campeones de la Concacaf 1974 donde fue eliminado en la primera ronda por el SV Transvaal de Surinam.

## Palmarés
- Sekshon Paga: 0
  - Subcampeón: 2

1974, 2010
- Liga de Bonaire: 12

1971-72, 1973, 1979, 1986, 1996, 1997, 2003-04, 2014, 2016-17, 2017-18, 2018-19, 2021
- - Subcampeón: 14

1968/69, 1974/75, 1976, 1977, 1978, 1980/81, 1984, 1990/91, 2000/01, 2001/02, 2006/07, 2007/08, 2009, 2010, 2015/16
- Kopa MCB: 4

2012, 2013, 2014, 2015

## Participación en competiciones de la Concacaf
- Copa de Campeones de la Concacaf: 1 aparición

1974 - Primera ronda
| Temporada | Torneo                           | Ronda          | Club                  | Casa | Visita | Global   |
| --------- | -------------------------------- | -------------- | --------------------- | ---- | ------ | -------- |
| 1974      | Copa de Campeones de la Concacaf | 1              | SV Transvaal          | 0-6  | 1-6    | 1-12     |
| 2018      | CONCACAF Caribbean Club Shield   | Fase de grupos | Hard Rock FC          | 3-1  | 3-1    | 1° Lugar |
| 2018      | CONCACAF Caribbean Club Shield   | Fase de grupos | Avenues United FC     | 3-3  | 3-3    | 1° Lugar |
| 2018      | CONCACAF Caribbean Club Shield   | Semifinales    | Club Franciscain      | 0-2  | 0-2    | 0-2      |
| 2018      | CONCACAF Caribbean Club Shield   | Tercer lugar   | SV Deportivo Nacional | 3-1  | 3-1    | 3-1      |
| 2019      | CONCACAF Caribbean Club Shield   | Fase de grupos | CS Moulien            | 0-1  | 0-1    | 3° Lugar |
| 2019      | CONCACAF Caribbean Club Shield   | Fase de grupos | Weymouth Wales FC     | 0-1  | 0-1    | 3° Lugar |
| 2019      | CONCACAF Caribbean Club Shield   | Consolación    | Platinum FC           | 2-4  | 2-4    | 2-4      |
| 2022      | CONCACAF Caribbean Club Shield   | Fase de grupos | CRKSV Jong Holland    | 0-5  | 0-5    | 4° Lugar |
| 2022      | CONCACAF Caribbean Club Shield   | Fase de grupos | AS Gosier             | 1-2  | 1-2    | 4° Lugar |
| 2022      | CONCACAF Caribbean Club Shield   | Fase de grupos | SWA Sharks FC         | 1-3  | 1-3    | 4° Lugar |